# Pintor de la fíala
El Pintor de la fíala fue un pintor del vasos áticos de figuras rojas y cerámica pintada con la técnica de fondo blanco. Estuvo activo en Antigua Atenas, en el período clásico entre el 450 y el 425 a. C. Se desconoce su verdadero nombre.
Se le atribuyen más de 200 vasos. Pintó en particular ánforas de Nolan y lécitos. Los temas de las pinturas abarcan tanto la mitología como la vida cotidiana. Se supone que  fue alumno del Pintor de Aquiles. En contraste con su maestro, le gustaba representar escenas narrativas. Pintó varias grandes cráteras de cáliz , a menudo con dos registros de figuras; a diferencia de su maestro, parece que prefirió los vasos más grandes en general. Esto se muestra en sus obras de técnica de fondo blanco, que no son muy conocidas, pero que son más expresivas que las del Pintor de Aquiles. Además de varios lécitos, pintó dos cráteras de cáliz en la técnica de fondo blanco, una rareza de la época. Sus temas pueden estar parcialmente influenciados por el teatro contemporáneo. El nombre convenido para las inscripciones kalós es el de Euaion, hijo de Esquilo. Su nombre convenido se basa en el hecho de que una fíala pintada, una forma de vaso que raramente tenía representaciones figurativas, es conocida de él.

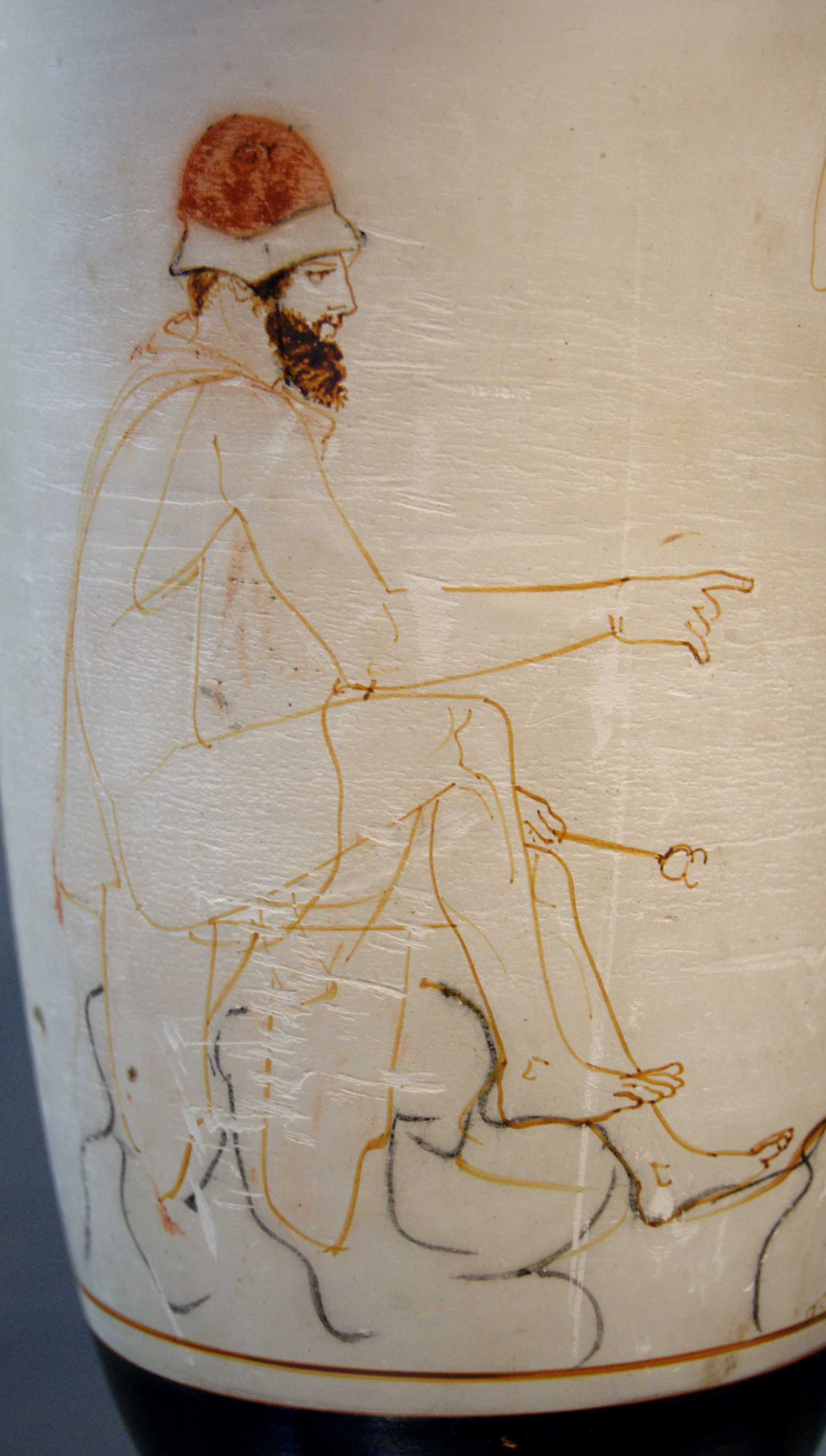
Hermes Psicompo. Detalle de un lécito, c. 450 a. C.
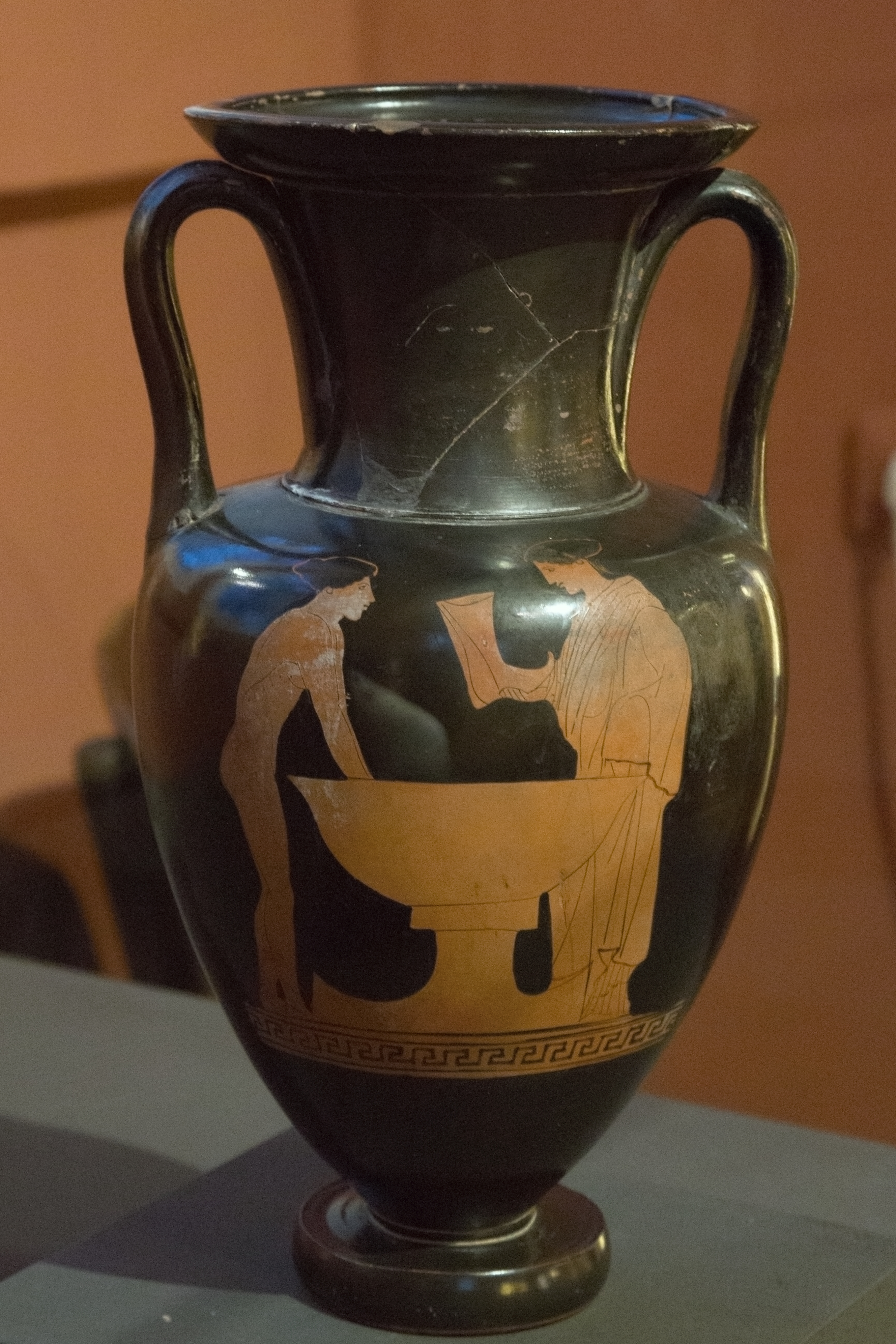
Ánfora de Nola,c. 450 a. C.
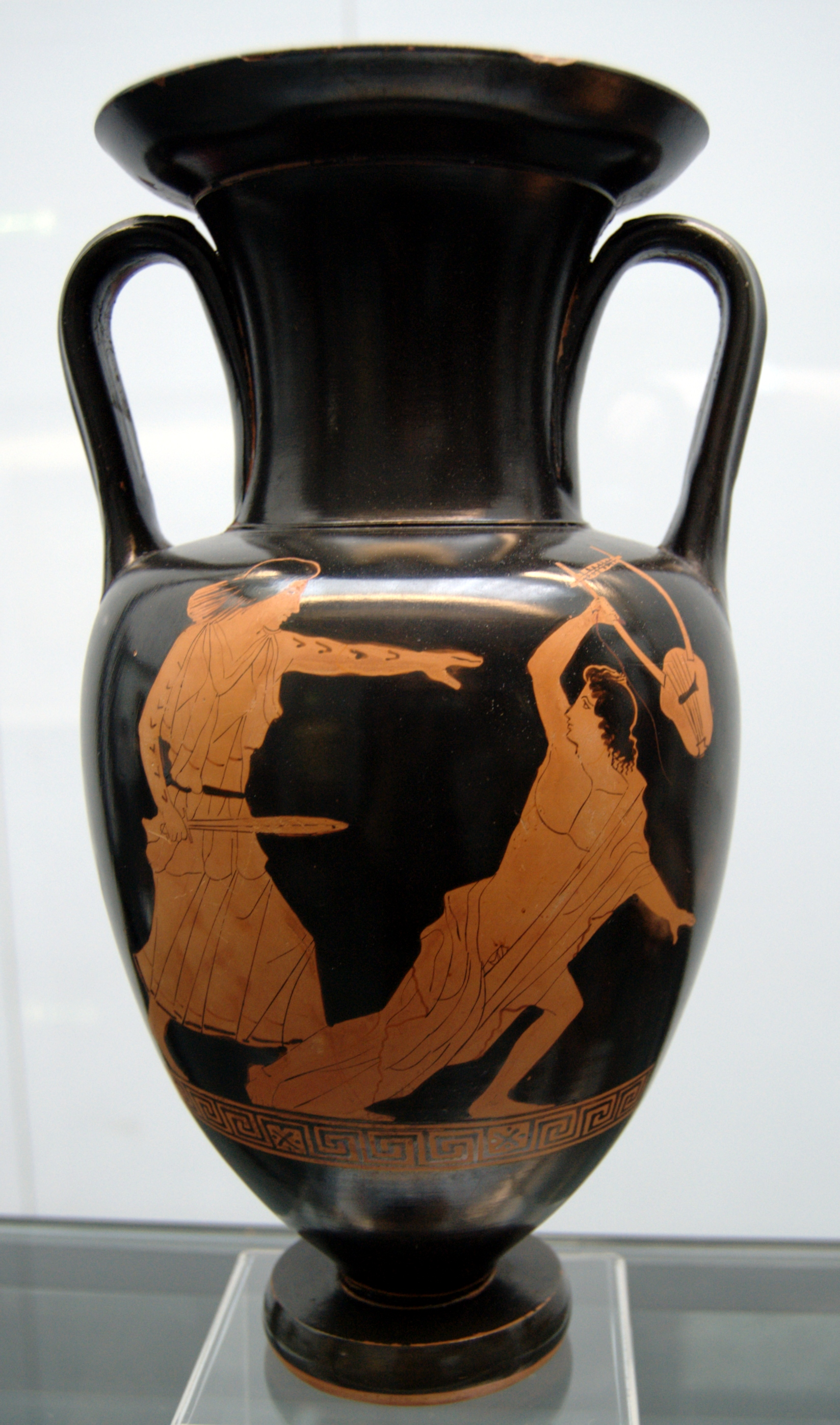
Muerte de Orfeo, ánfora de Nola, c. 440 a. C. Múnich, Staatliche Antikensammlungen.
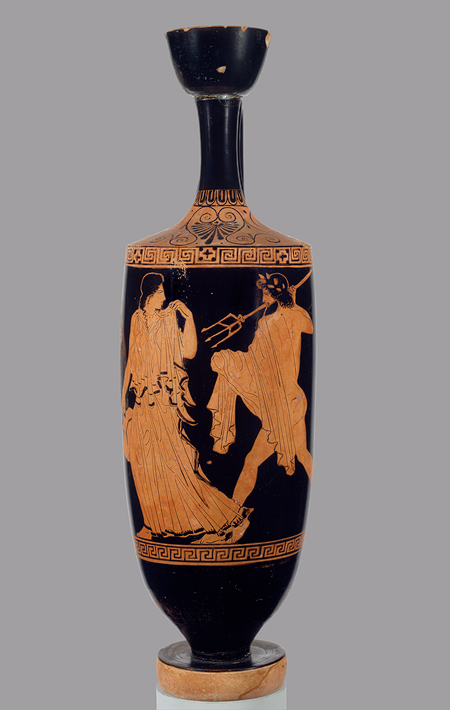
Lécito, c. 440 a. C.
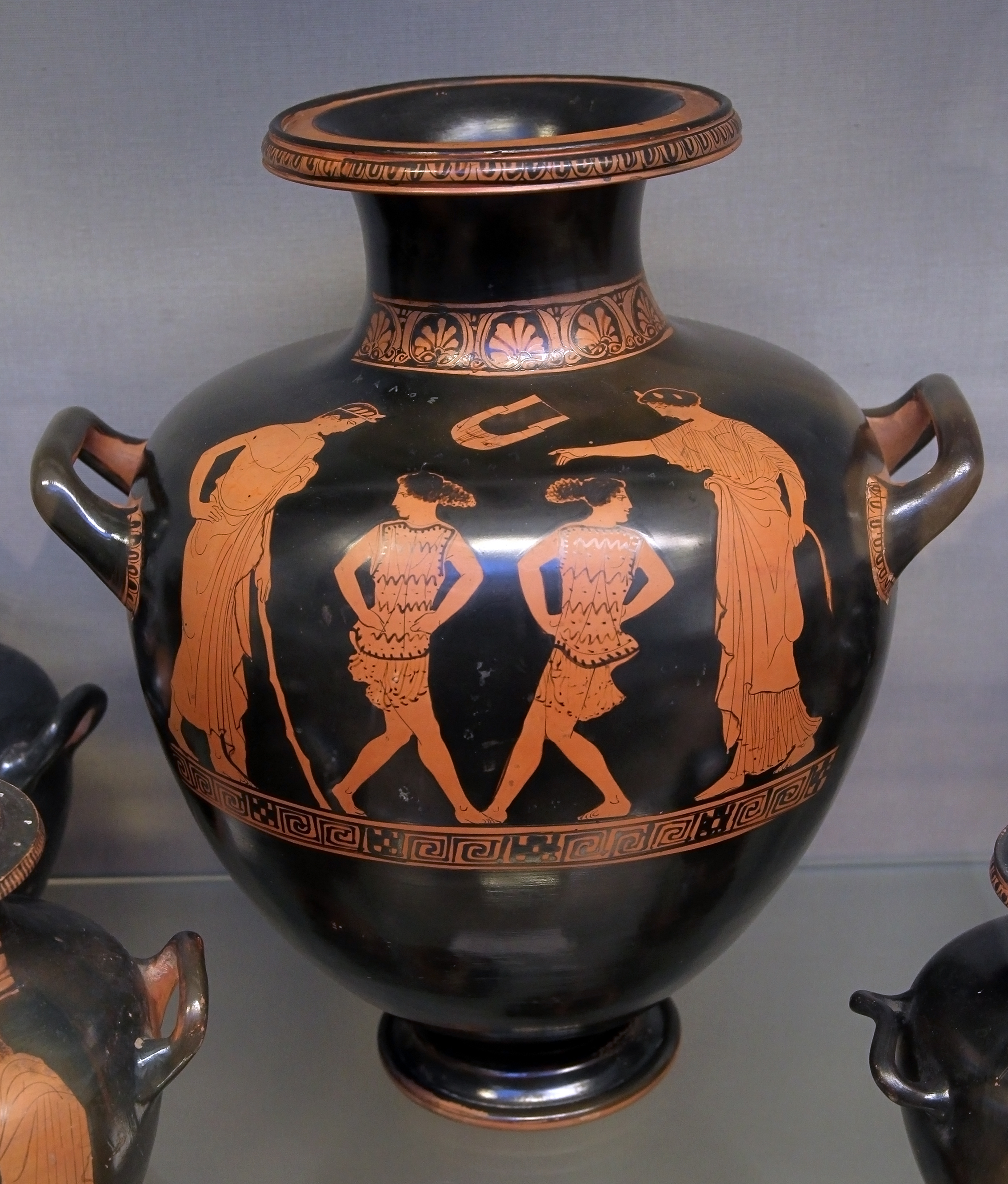
Hidria-calpis, c. 430 a. C.